# Spiky
『Spiky』（スパイキー）は、2000年6月21日に発売されたCHARCOAL FILTERの2枚目のアルバム。

## 概要
- メジャーデビュー後初のアルバム。
- 英語詞の曲が多数収録されている。

## 収録曲
1. Snow drive
  - 2ndシングルのカップリング曲。
2. Don't miss it （Album Mix）
  - 3rdシングル曲のアルバムバージョン。
3. Tightrope （Album Version）
  - 本アルバムと同時発売となった4thシングル曲のアルバムバージョン。
4. My red boots
5. Ideal
6. D'd
  - 小名川高弘がメインヴォーカルの曲。
7. Life goes on （Album Mix）
  - 2ndシングル曲のアルバムバージョン。
8. Spiky
  - アルバムタイトル曲。
9. Single word
  - 2ndシングルのカップリング曲。
10. Turning point
  - 3rdシングルのカップリング曲。
11. Kick up myself
12. Time passed by
13. Say what you say
14. Cultural blind
  - インストゥルメンタル。
15. I start again
  - 1stシングル曲。

### クレジット
- 作詞：Yuzo Otsuka（#1～5, 7, 10, 13, 15）　Takahiro Konagawa（#6, 12）　CHARCOAL FILTER（#8, 9）　Yuki Yasui（#11）
- 作曲・編曲：CHARCOAL FILTER（全曲）